# Aenictus artipus
Aenictus artipus es una especie de hormiga guerrera del género Aenictus, familia Formicidae. Fue descrita científicamente por Wilson en 1964.
Se distribuye por China, Tailandia y Vietnam. Se ha encontrado a elevaciones de hasta 705 metros. Habita en la selva tropical.